# 红海行动
《红海行动》（英語：Operation Red Sea）是一部2018年上映的3D軍事动作电影，根據2015年也門內戰撤僑行動的真實事件改編。由博纳影业出品，香港導演林超贤执导，冯骥编剧，张译、 黄景瑜、海清及杜江领衔主演；张涵予特别出演；蒋璐霞、王雨甜、尹昉、郭家豪及韩国组合JJCC成员麦亨利主演；王彦霖、王强、任达华、霍思燕及蔡洁友情出演。此片作為2018年春節賀歲電影於2018年2月16日在中國內地各大電影院上映，至下映共取得36.5亿票房，成為中國大陸2018年度電影票房冠軍，目前在中国电影票房排行榜上位列第五位；3月1日於香港及澳門上映。

## 剧情
阿拉伯半岛伊維亞共和國發生政變，恐怖組織連同叛軍攻入首都，當地華僑面臨危險，海軍戰艦接到上級命令，中國人民解放軍海軍陸戰隊的蛟龍特種作戰團組成8人特戰小組，奉命執行撤僑任務，突擊隊兵分兩路進行救援，但遭到伏擊，人員傷亡。同時，掌握核戰原材料的恐怖分子首領還在密謀其他行動。為拯救同胞，也為了保護核原料不落入恐怖組織之手，蛟龍突擊隊決定留下繼續展開其他營救行動。

## 演员

### 领衔主演
| 演員   | 角色                                                         |
| 张译   | 杨锐（蛟龙突击队队长）                                       |
| 黄景瑜 | 顾顺（蛟龙突击队队员、狙击手）                               |
| 海清   | 夏楠（法籍华人，调查“黄饼”事件的记者、丈夫女儿死于伦敦恐袭） |
| 杜江   | 徐宏（蛟龙突击队副队长、爆破手、队长杨锐的妹夫）             |

### 主演
| 演員        | 角色                             |
| 蒋璐霞      | 佟莉（蛟龙突击队队员、机枪手）   |
| 王雨甜      | 张天德（蛟龙突击队队员、机枪手） |
| 尹昉        | 李懂（蛟龙突击队队员、观察手）   |
| 麦亨利@JJCC | 庄羽（蛟龙突击队队员、通讯员）   |
| 郭家豪      | 陆琛（蛟龙突击队队员、医护员）   |

### 客串出演
| 演員   | 角色                             |
| 张涵予 | 高云（临沂舰舰长）               |
| 任达华 | Albert（夏楠之上司）             |
| 王彦霖 | 罗星（前蛟龙突击队队员、狙击手） |
| 王强   | 赵海光（临沂舰政委）             |
| 霍思燕 | 海军女战士（无人机驾驶员）       |
| 蔡潔   | 无人机操纵员                     |
| 王志飞 | 公安部部长                       |
| 张嘉译 | 郑局长                           |
| 侯勇   | 赵警官                           |

## 製作

### 前期
電影早在2015年拍攝《破風》時已獲中國海軍邀請拍攝，籌備多年因為涉及的部門眾多，而且對內容有一定嚴謹的要求。

### 拍攝
2017年2月，在非洲西北部沿海的摩洛哥王國卡薩布蘭卡正式開機，歷時四個半月拍攝後轉戰回國，在廣東湛江繼續拍攝，最終在7月於海南三亞殺青。

### 登場武裝
- 解放軍武器及装备[6]
  - 臨沂號飛彈護衛艦（054A型）
  - 071型船坞登陆舰
  - 904型岛礁补给舰
  - 039A型常规潜艇
  - 726型气垫登陆艇
  - 直-9
- 北約武器及装备
  - C-130运输机
  - FIM-92刺針便攜式防空飛彈
  - FN SCAR突擊步槍
  - 欧直AS332超级美洲狮直升机
  - M60巴顿坦克
  - 悍馬
- 俄罗斯武器及装备
  - T-72主戰坦克

## 發行

### 上映
该片于2018年2月16日（农历大年初一）在中国大陆以2D、3D、IMAX 3D、中国巨幕3D、杜比影院（含杜比视界和杜比全景声）、杜比全景声、DTS:X和D-BOX等形式正式上映。

### 評級
根據香港的《電影檢查條例》，本片「有非常強烈的暴力場面、戰場上非常血腥的受傷描繪及偶有粗俗語言」，因此列為只准18歲或以上人士觀看（III）。此片因此成為首部中國內地未經刪剪，而香港又以III級上映的内地電影，其他地區例如澳門及星馬因相關畫面而直接列入D組、M18及18。

### 票房
2018年春节档票房前三甲之一。上映之初不敌两部续作《捉妖记2》和《唐人街探案2》，但在第二周开始强势逆袭逐渐追上前两部并且累计票房超越《捉妖记2》，在第三周以单周8.662亿元人民币票房力压《唐人街探案2》夺取2018年第9周中国大陆电影票房冠军。截止2018年4月16日，累计票房达到 36.371 亿元，分账票房和总票房均超过《美人鱼》，正式成为仅次于《战狼2》的中国大陆影史票房亚军。也成为中国大陆2018年度电影票房冠军。现为中国影史票房第五。
| 上一届： 《唐人街探案2》 | 2018年中国内地一周票房冠军 第9週 | 下一届： 《黑豹》 |

## 奬項及提名
本片代表香港角逐第91屆奧斯卡金像獎最佳外語片。
| 年度   | 颁奖典礼                     | 奖项           | 姓名                               | 结果 |
| ------ | ---------------------------- | -------------- | ---------------------------------- | ---- |
| 2018年 | 第34屆大眾電影百花獎         | 最佳影片       | 《紅海行動》                       | 獲獎 |
| 2018年 | 第34屆大眾電影百花獎         | 最佳導演       | 林超賢                             | 獲獎 |
| 2018年 | 第34屆大眾電影百花獎         | 最佳編劇       | 林超賢、馮驥、林明傑、陳珠珠       | 提名 |
| 2018年 | 第34屆大眾電影百花獎         | 最佳男主角     | 張譯                               | 提名 |
| 2018年 | 第34屆大眾電影百花獎         | 最佳女主角     | 海清                               | 提名 |
| 2018年 | 第34屆大眾電影百花獎         | 最佳男配角     | 杜江                               | 獲獎 |
| 2018年 | 第34屆大眾電影百花獎         | 最佳男配角     | 張涵予                             | 提名 |
| 2018年 | 第34屆大眾電影百花獎         | 最佳女配角     | 蔣璐霞                             | 獲獎 |
| 2018年 | 第34屆大眾電影百花獎         | 最佳新人       | 王雨甜                             | 獲獎 |
| 2018年 | 第34屆大眾電影百花獎         | 最佳新人       | 黃景瑜                             | 提名 |
| 2018年 | 第17屆华表獎                 | 优秀故事片奖   | 《紅海行動》                       | 獲獎 |
| 2018年 | 第17屆华表獎                 | 优秀导演奖     | 林超賢                             | 獲獎 |
| 2018年 | 第17屆华表獎                 | 优秀编剧奖     | 林超賢、馮驥、林明傑、陳珠珠       | 提名 |
| 2019年 | 第13屆亞洲電影大獎           | 最佳新演員     | 黃景瑜                             | 獲獎 |
| 2019年 | 第13屆亞洲電影大獎           | 最佳剪接       | 蔡志雄、林志恆                     | 提名 |
| 2019年 | 第13屆亞洲電影大獎           | 最佳視覺效果   | 이인호、강태균                     | 提名 |
| 2019年 | 第13屆亞洲電影大獎           | 最佳音響       | Nopawat Likitwong, Sarunyu Nurnsai | 提名 |
| 2019年 | 第25屆香港電影評論學會大獎   | 最佳導演       | 林超賢                             | 提名 |
| 2019年 | 第二屆MOVIE6全民票選電影大獎 | 最佳電影       | 《紅海行動》                       | 提名 |
| 2019年 | 第二屆MOVIE6全民票選電影大獎 | 最佳女配角     | 蔣璐霞                             | 提名 |
| 2019年 | 第二屆MOVIE6全民票選電影大獎 | 最佳導演       | 林超賢                             | 提名 |
| 2019年 | 香港電影我撐場民選大獎2019   | 我最撐電影大獎 | 《紅海行動》                       | 提名 |
| 2019年 | 香港電影我撐場民選大獎2019   | 我最撐女配角   | 蔣璐霞                             | 提名 |
| 2019年 | 香港電影我撐場民選大獎2019   | 我最撐導演     | 林超賢                             | 提名 |
| 2019年 | 第38屆香港電影金像獎         | 最佳電影       | 《紅海行動》                       | 提名 |
| 2019年 | 第38屆香港電影金像獎         | 最佳導演       | 林超賢                             | 提名 |
| 2019年 | 第38屆香港電影金像獎         | 最佳動作設計   | 林超賢                             | 獲獎 |
| 2019年 | 第38屆香港電影金像獎         | 最佳女配角     | 蔣璐霞                             | 提名 |
| 2019年 | 第38屆香港電影金像獎         | 最佳攝影       | 馮遠文、黃永恆                     | 提名 |
| 2019年 | 第38屆香港電影金像獎         | 最佳剪接       | 蔡志雄、林志恆                     | 提名 |
| 2019年 | 第38屆香港電影金像獎         | 最佳音響效果   | Nopawat Likitwong, Sarunyu Nurnsai | 獲獎 |
| 2019年 | 第38屆香港電影金像獎         | 最佳視覺效果   | 李仁浩、姜泰均                     | 獲獎 |
| 2019年 | 第32届金鸡奖                 | 最佳故事片     | 《紅海行动》                       | 提名 |
| 2019年 | 第32届金鸡奖                 | 最佳導演       | 林超賢                             | 獲獎 |
| 2019年 | 第32届金鸡奖                 | 最佳女配角     | 蔣璐霞                             | 提名 |

## 續集
2022年5月，林超賢在接受採訪的時候透露電影續集的劇本進展，表示劇本已經接近收尾，年底預計可以開機。他本人也表示，新片的題材會比第一部更特別，海軍、空軍場面都會涉及。陣容上，也會比第一部多一些新的演員。
2022年7月4日，國家電影局發佈了關於2022年4月全國電影劇本（梗概）備案、立項公示的通知。電影《紅海行動2：蛟龍行動》正式立項，編劇為林超賢。
2024年12月26日，電影正式名命《蛟龍行動》，並宣布定檔2025年1月29日（大年初一）。由林超賢執導，黃軒、于適、杜江、蔣璐霞、王彥霖等主演。